# جام پادشاهی عربستان ۲۳–۲۰۲۲
جام پادشاهی عربستان ۲۳–۲۰۲۲ چهل و هشتمین دوره جام پادشاهی عربستان بود که توسط فدراسیون فوتبال عربستان سعودی برگزار شد. تیم الفیحا در این دوره مدافع عنوان قهرمانی بود. تیم الهلال در این دوره برای دهمین بار به مقام قهرمانی رسید.